# Migrazione

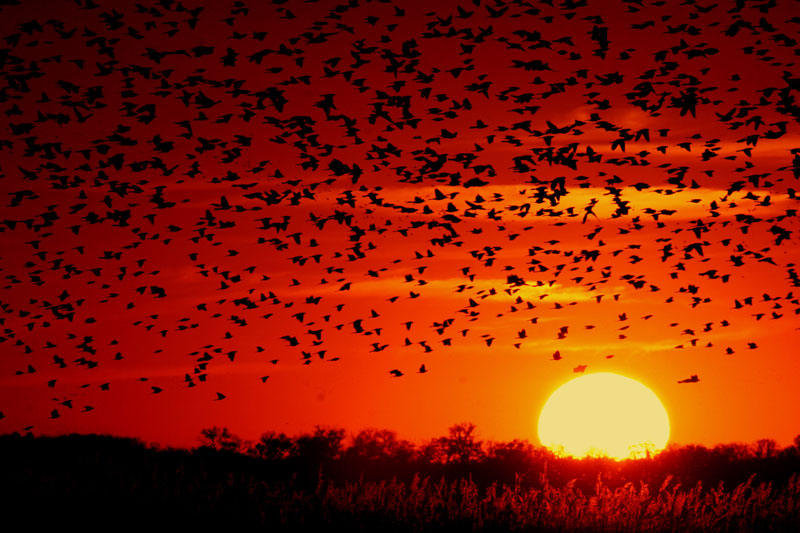
Migrazione di uccelli

Le migrazioni sono spostamenti che specie viventi animali compiono in modo regolare, periodico (stagionale), lungo rotte ben precise (e in genere ripetute), e che coprono distanze anche molto grandi, seguiti da un ritorno alle zone di partenza.
Sono indotte da cause legate alla riproduzione (la ricerca di un luogo adatto per l'accoppiamento, per la nidificazione o per l'allevamento della prole) oppure da scarsità di cibo e difficoltà di carattere ambientale che si presentano periodicamente (ad esempio il sopraggiungere della stagione fredda nelle zone temperate).
Anche gli spostamenti di popolazioni umane sono considerate migrazioni con un'accezione diversa, in quanto non vincolate a un viaggio di ritorno; a titolo di esempio si considerino le migrazioni dei popoli barbari come i Longobardi che si stabilirono in Italia alla fine dell'Impero Romano d'Occidente.

## Descrizione

### Migrazioni degli anfibi
La maggior parte degli anfibi, come per esempio le rane temporarie, nonostante viva sulla terraferma, annualmente compie migrazioni di massa durante la stagione riproduttiva, spesso, a seconda delle specie, tornando nelle stesse acque degli anni precedenti.

### Migrazioni degli insetti
Le piccole dimensioni rendono spesso inadatti gli insetti a compiere attivamente grandi spostamenti, tant'è che nelle zone temperate e in quelle circumpolari, al sopraggiungere della stagione più fredda, la maggior parte degli insetti adulti muore, lasciando uova, larve diapausanti o pochi individui in grado di svernare e garantire la sopravvivenza della maggior parte delle specie. Ma alcuni insetti, principalmente gli insetti alati di dimensioni più grandi, sono in grado di coprire grandi distanze: ad esempio le locuste, che, quando il cibo diviene scarso nei territori in cui vivono, si radunano in grandi sciami (talvolta immensi) e coprono grandi distanze alla ricerca di nuove zone da colonizzare.
Migrazioni vere e proprie, però, vengono compiute da poche specie, soprattutto Lepidotteri, Ortotteri, Odonati e Coleotteri. Nella maggior parte dei casi gli spostamenti coinvolgono due generazioni successive: una compie il viaggio di andata, quindi depone le uova e poi muore; a questo punto è la seconda generazione che compie il viaggio di ritorno. Comunque esistono alcune specie in cui è la stessa generazione a coprire lo spostamento in entrambi i sensi. Il caso più noto è quello della Farfalla monarca del Nord-America, che, annualmente, al sopraggiungere della stagione fredda, si sposta in grandi sciami dalle regioni settentrionali degli Stati Uniti e da quelle meridionali del Canada verso la California e il Messico per svernare, percorrendo anche 4 000 chilometri.

### Migrazioni dei pesci
La migrazione ittica è un fenomeno che vede molte specie di pesci migrare regolarmente, alcune volte per il cibo (migrazioni trofiche), altre volte per la riproduzione (migrazioni genetiche); in alcuni casi la ragione della migrazione è sconosciuta.
Tali migrazioni sono spesso importanti anche per l'uomo, dato che determinano la concentrazione di grandi banchi di pesci in aree precise. In particolare, risultano degne di nota le migrazioni dei Clupeidi (ad esempio le sardine o le aringhe) e degli Scombridi (gli sgombri e i tonni). Questi ultimi si radunano nelle acque litoranee all'approssimarsi del periodo riproduttivo, compiendo, secondo alcuni autori, grandissimi spostamenti: sembra, ad esempio, che i tonni diffusi nel mar Mediterraneo possano raggiungere anche le coste atlantiche. Secondo altri autori, invece, questi spostamenti sono più limitati e prevalentemente verticali (dalle acque più profonde a quelle più superficiali).

### Migrazioni dei rettili
Le tartarughe marine compiono spostamenti più o meno grandi per raggiungere le spiagge in cui deporranno le uova, le spiagge dove loro stesse sono nate. Infatti, cosa sorprendente, ricordano con grande precisione la rotta per raggiungere il luogo in cui sono nati o, nonostante i circa trent'anni necessari per raggiungere la maturità.

### Migrazioni degli uccelli
Sembra che il fenomeno delle migrazioni sia iniziato a partire già dalla preistoria in cui già esisteva un'alternanza stagionale. La causa che determina i movimenti migratori degli uccelli sembra legata alla durata del giorno (il cosiddetto fotoperiodismo), la durata del giorno si riduce, inducendo fasi di regresso o di sviluppo di particolari ghiandole avente come conseguenza, la cessazione di aggressività, intolleranza e territorialità nei confronti dei cospecifici e quindi l'aggregazione in gruppi che preludono alla partenza delle migrazioni. Per quanto riguarda il ritorno, naturalmente, lo stimolo sarà la durata dell'illuminazione primaverile. I territori da cui parte la migrazione sono detti di nidificazione, mentre quelli verso cui la migrazione è diretta sono chiamati di riposo o di svernamento. Il viaggio di andata verso i luoghi di svernamento viene denominato viaggio post-nuziale o passo, mentre quello di ritorno verso le zone di nidificazione è noto come viaggio pre-nuziale o ripasso.
Sono stati compiuti numerosi studi ornitologici sulle migrazioni utilizzando metodi di campionamento ed osservazione in corrispondenza dei punti di confluenza delle rotte aeree, inanellamento o strumenti tecnologici come telescopi o radar. In questo modo sono state raccolte numerose informazioni sui percorsi seguiti, sugli spostamenti effettuati, sulla composizione d'età degli stormi ecc...

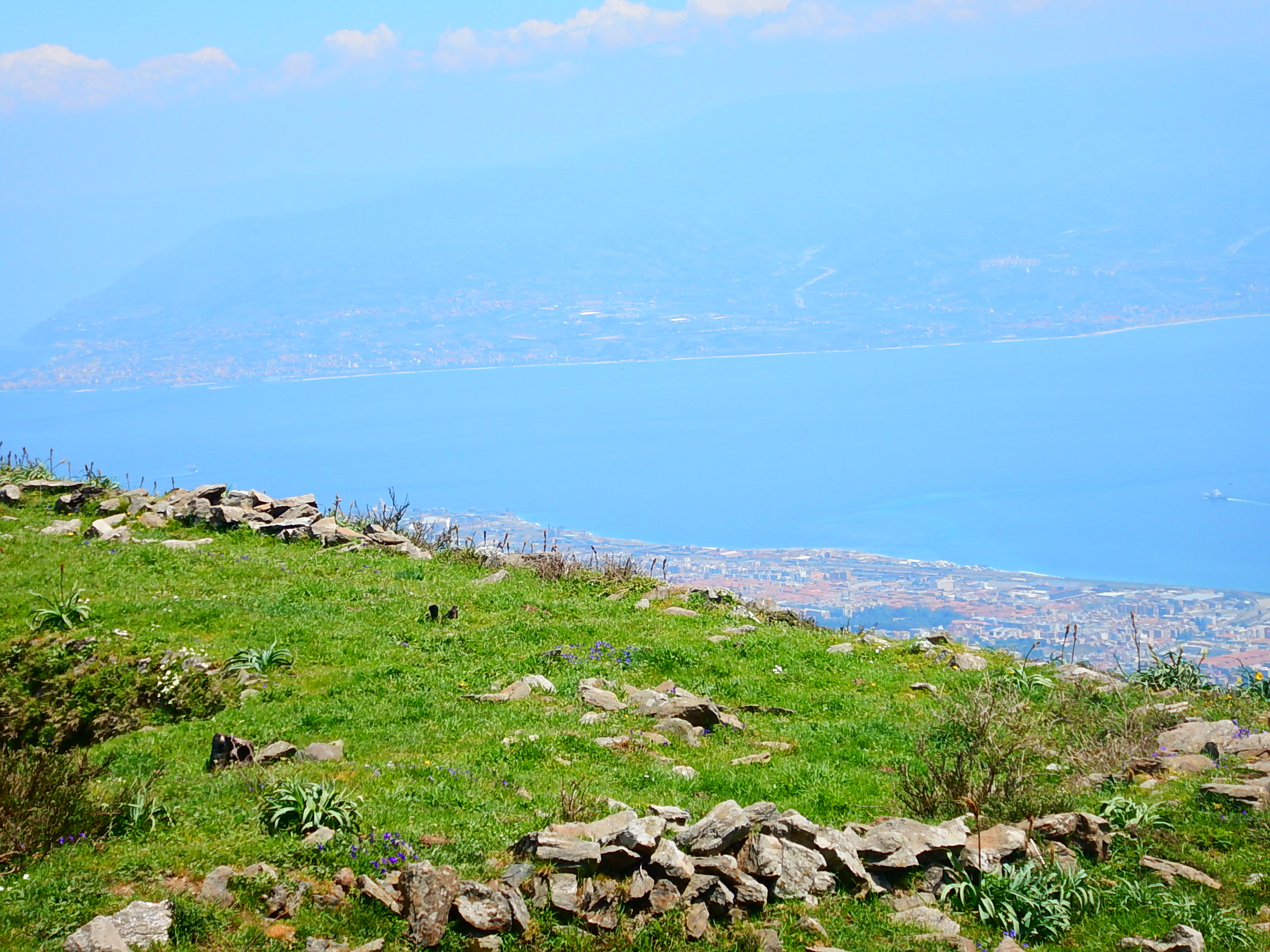
il caratteristico collo di bottiglia dello Stretto di Messina è un passaggio obbligato della migrazioni degli uccelli, qui visto dalla terrazza naturale di Monte Dinnammare, Peloritani

L'Italia è interessata dal passaggio di specie che dal Nord-Europa si dirigono verso l'Africa (passo), da specie che arrivano a partire dal periodo tardo-invernale fino a quello estivo per riprodursi (visitatrici estive o estivanti, cioè presenti in una data area nella primavera e nell'estate) o da specie che vengono a svernare in Italia da territori più settentrionali (visitatrici invernali o svernanti) come i lucherini (Carduelis spinus).
Non tutte le specie migrano in gruppo. Nello studio dell'avvicendarsi delle varie specie, in una certa area all'interno di un dato ambiente, nel corso dell'anno è stata definita una serie di periodi:
- stagione pre-primaverile (da metà febbraio alla prima decade di marzo);
- stagione primaverile (dalla seconda decade di marzo ad aprile-maggio);
- stagione estiva (15 maggio - 31 luglio);
- stagione autunnale (1º agosto - 30 settembre);
- stagione pre-invernale (1º ottobre - 30 novembre);
- stagione invernale (dicembre - gennaio - febbraio).

La muta (cioè il periodico cambio di piumaggio) avviene di solito prima delle migrazioni, ma alcune specie (soprattutto tra uccelli acquatici come gli anatidi, in cui la muta è totale e simultanea) migrano verso aree più accoglienti e favorevoli per poter compiere la muta (migrazioni di muta).

#### Orientamento
L'aspetto che comunque rimane più affascinante e meno noto nel fenomeno delle migrazioni è la capacità di orientamento degli uccelli. I meccanismi che consentono ai migratori di seguire rotte costanti sono molteplici e variano da specie a specie: la posizione del sole (ed il suo azimut) e i suoi movimenti, la posizione di catene montuose, quella di sistemi fluviali (ovviamente per migrazioni diurne), la direzione dei venti, la posizione della luna e delle stelle (per le migrazioni notturne), il campo magnetico terrestre tramite la magnetorecezione o bussola aviaria, ecc.
Sembra poi che gli uccelli possiedano una sorta di carta geografica mentale dei territori in cui vivono, che rapportano in qualche modo ai punti di orientamento più generali (sole, stelle, ecc) e che costruiscono memorizzando alcuni dati territoriali (ad esempio i corsi d'acqua) o, per quanto riguarda i piccioni viaggiatori, olfattivi.
Talvolta, però, le rotte migratorie non risultano costanti, ma si modificano in modo più o meno marcato: spesso questo è dovuto a fattori di disturbo antropici, come, per fare alcuni esempi, la presenza di città illuminate che alterano l'orientamento notturno offuscando la percezione delle stelle oppure operazioni di bonifica che hanno eliminato superfici palustri su cui sostavano e traevano informazioni per l'orientamento gli uccelli di passo.
Molti uccelli montani, come la nocciolaia, il gracchio e il gallo cedrone, effettuano una migrazione verticale tra vetta e valle e viceversa a seconda della stagione, per ripararsi dall'eccessivo freddo o caldo o in cerca di cibo.

## Migrazioni dei mammiferi
Spostamenti periodici vengono compiuti principalmente dagli erbivori, soprattutto da quelli di grandi dimensioni: ad esempio i caribù (Rangifer caribù) attraverso la tundra artica dell'America Settentrionale o gli gnu (Connochaetes taurinus) ed altri ungulati africani tra le pianure del Serengeti (Tanzania) del Masai Mara (Kenya).
Sempre l'Africa è teatro delle migrazioni degli elefanti (Loxodonta africana) che si spostano attraverso i territori meridionali del continente alla ricerca di cibo (gli elefanti non hanno praticamente nemici naturali che ne controllino il numero e, date le loro dimensioni, impoveriscono rapidamente le risorse dei territori in cui vivono, per cui si spostano alla ricerca di nuovi pascoli). Tale migrazione può durare molti anni e coprire migliaia di chilometri (attraverso vari stati), al termine dei quali il branco degli elefanti torna nel territorio di partenza. Data la complessità geopolitica africana questo comportamento rende ancora più difficoltosa la difesa di una specie già a rischio estinzione come l'elefante, segno che la difesa della natura non può essere disgiunta dal benessere socioeconomico delle popolazioni umane.
In primavera ed in estate, sulle montagne a clima temperato, molti animali si spostano dalla valle verso maggiori altitudini per nutrirsi del cibo fornito dalla rinascita della flora. In inverno, invece, sulle montagne a clima tropicale, avviene la cosa opposta: molti animali, come il cervo e il bighorn, scendono a valle per ripararsi dall'eccessivo freddo.
Gli oceani e i mari sono teatro delle migrazioni dei mammiferi marini ed, in particolare, dei grandi cetacei (balene, balenottere e megattere) che si spostano dai mari tropicali a quelli artici ed antartici al seguito degli spostamenti di krill, il plancton di cui si nutrono, e tornano verso i mari tropicali durante la stagione riproduttiva. Gli spostamenti percorsi sono a volte davvero notevoli. Tra i mammiferi marini che percorrono i tragitti più lunghi vi sono le balene grigie, che si stima percorrano più di 800.000 chilometri nell'arco di una vita, quanto un'andata e un ritorno tra la terra e la luna.

### Migrazioni umane
Per l'essere umano, a differenza degli animali e dei fenomeni naturali, si parla di soggetto di migrazione, in quanto appunto soggetto di un personale e più o meno consapevole progetto migratorio, anche qualora tale progetto sia inserito in un movimento collettivo e magari provocato da cause esterne (pestilenze, guerre, carestie, disoccupazione). Le cause (fatte salve quelle più meramente biologiche come le carestie) sono sostanzialmente differenti da quelle animali, implicando in molti casi una ricerca di ordine più esistenziale e culturale più che semplicemente materiale.
Anche nei casi che la sociologia vuole spiegare in termini di fattori push, come può essere nel caso della ricerca di lavoro, le ricerche attente ai racconti di vita tendono a evidenziare che a spingere il singolo migrante alla migrazione sono in realtà cause di ordine più complesso e individuale: ricerca di una emancipazione dal contesto familiare, ricerca di libertà di espressione, di crescita culturale, curiosità intellettuale. Va poi evidentemente sottolineato che solo in termini molto riduttivi l'amore quale causa della migrazione accomuna uomo e animali: non di pura riproduzione della specie o di accoppiamento è alla ricerca il migrante quando lascia il proprio paese.
All'interno del concetto di "migrazione" della specie umana, possiamo individuare diverse modalità:
- il nomadismo, basato sul tipo di economia del popolo che lo pratica: che siano cacciatori-raccoglitori, pastori-guerrieri, agricoltori, commercianti;
- l'invasione, in armi o meno, di solito dovuta a popoli nomadi di pastori-guerrieri, che invadono popolazioni sedentarizzate, soggiacendole militarmente, ma nelle quali si disperdono per inferiorità numerica e culturale;
- la diaspora, per occupazione militare del territorio di un popolo da parte di un altro: diaspora ebraica, diaspora tibetana, diaspora armena, diaspora africana.
- la deportazione, operata da governi militari su intere popolazioni, come l'esilio babilonese degli ebrei;
- l'esodo, una delle prime documentate migrazioni storiche (G. Andreotti, 2006);
- il colonialismo, inteso come espansione di una nazione su territori e popoli all'esterno dei suoi confini, per ragioni economiche e commerciali;
- l'esilio, imposto da un'autorità a singoli o a piccoli gruppi: ricordiamo l'esilio di personaggi di levatura mitologica che hanno fondato città ed etnie (vedi i Nòstoi);
- l'emigrazione e l'immigrazione, per cercare più facilmente posti di lavoro.
- la migrazione turistica di persone che si spostano verso luoghi attrezzati per godere brevi o lunghi periodi di vacanza o di studio.
- la migrazione stagionale di persone che hanno un posto di lavoro in un paese estero, ma vi si recano in relazione all'afflusso turistico.

Per diffusione dell'uomo sull'intero pianeta si vuole intendere lo studio, su basi genetiche, linguistiche e socio-culturali, che permetta di dare uno sguardo globale alle correnti migratorie della specie umana, dalla sua comparsa ad oggi.